# Hoplophorella cavernosa
Hoplophorella cavernosa är en kvalsterart som beskrevs av Sandór Mahunka 1987. Hoplophorella cavernosa ingår i släktet Hoplophorella och familjen Phthiracaridae. Inga underarter finns listade i Catalogue of Life.